# Oreophryne atrigularis
Espèce
Statut de conservation UICN

 DD  : Données insuffisantes
Oreophryne atrigularis est une espèce d'amphibiens de la famille des Microhylidae.

## Répartition
Cette espèce est endémique de la province indonésienne de Papouasie en Nouvelle-Guinée occidentale. Elle se rencontre entre 350 et 750 m d'altitude dans les monts Wondiwoi, dans la péninsule Wandammen,.

## Étymologie
Le nom spécifique atrigularis vient du latin ater, noir, et de gularis, de la gorge, en référence à l'aspect de cette espèce.

## Publication originale
- Günther, Richards & Iskandar, 2001 : Two new species of the genus Oreophryne from Irian Jaya, Indonesia (Amphibia, Anura, Microhylidae). Spixiana, vol. 24, p. 257-274 (texte intégral).